# Pseudoblothrus peyerimhoffi
Espèce
Synonymes
- Blothrus peyerimhoffi Simon, 1905

Pseudoblothrus peyerimhoffi est une espèce de pseudoscorpions de la famille des Syarinidae.

## Distribution
Cette espèce se rencontre dans des grottes en France dans les Alpes-de-Haute-Provence et les Alpes-Maritimes et en Italie au Piémont.

## Description
Pseudoblothrus peyerimhoffi mesure 4 mm.

## Systématique et taxinomie
Cette espèce a été décrite sous le protonyme Blothrus peyerimhoffi par en . Elle est placée dans le genre Obisium par Bignotti en 1909, dans le genre Neobisium par Beier en 1932 puis dans le genre Pseudoblothrus par Vachon en 1945.

## Étymologie
Cette espèce est nommée en l'honneur de Paul-Marie de Peyerimhoff de Fontenelle.

## Publication originale
- Simon, 1905 : Description d'un Blothrus nouveau (Arachn.) des grottes des Basses-Alpes. Bulletin de la Société Entomologique de France, vol. 74, p. 282-283 (texte intégral).